# Maraga
Maraga (ros. Марага) – wieś w Rosji, w Dagestanie, w rejonie tabasarańskim. W 2010 liczyła 1791 mieszkańców, głównie Azerów.